# Каскейд (Айова)
Каскейд (англ. Cascade) — місто (англ. city) в США, в округах Дюб'юк і Джонс штату Айова. Населення — 2386 осіб (2020).

## Географія
Каскейд розташований за координатами 42°18′7″ пн. ш. 91°0′17″ зх. д. / 42.30194° пн. ш. 91.00472° зх. д. (42.302066, -91.004593).  За даними Бюро перепису населення США в 2010 році місто мало площу 4,84 км², уся площа — суходіл.

## Демографія
Згідно з переписом 2010 року, у місті мешкало 2159 осіб у 880 домогосподарствах у складі 578 родин. Густота населення становила 446 осіб/км².  Було 974 помешкання (201/км²).
Расовий склад населення:
| - 96,2 % — білих - 0,4 % — чорних або афроамериканців - 0,2 % — вихідців з тихоокеанських островів - 0,2 % — азіатів - 0,1 % — корінних американців - 2,5 % — осіб інших рас |

До двох чи більше рас належало 0,4 %. Частка іспаномовних становила 3,6 % від усіх жителів.
За віковим діапазоном населення розподілялося таким чином: 26,2 % — особи молодші 18 років, 54,4 % — особи у віці 18—64 років, 19,4 % — особи у віці 65 років та старші. Медіана віку мешканця становила 38,7 року. На 100 осіб жіночої статі у місті припадало 96,1 чоловіків;  на 100 жінок у віці від 18 років та старших — 91,8 чоловіків також старших 18 років.
Середній дохід на одне домашнє господарство  становив 53 045 доларів США (медіана — 47 344), а середній дохід на одну сім'ю — 64 960 доларів (медіана — 65 132). Медіана доходів становила 41 681 долар для чоловіків та 34 074 долари для жінок. За межею бідності перебувало 17,0 % осіб, у тому числі 29,3 % дітей у віці до 18 років та 9,5 % осіб у віці 65 років та старших.
Цивільне працевлаштоване населення становило 947 осіб. Основні галузі зайнятості: освіта, охорона здоров'я та соціальна допомога — 23,2 %, виробництво — 16,5 %, роздрібна торгівля — 12,6 %, транспорт — 10,1 %.